# Менделеевская (станция метро)
«Менделе́евская» — станция Серпуховско-Тимирязевской линии Московского метрополитена. Открыта в составе участка «Чеховская» — «Савёловская» 31 декабря 1988 года. Глубина заложения — 48,5 м.

## История и происхождение названия
Станция открыта 31 декабря 1988 года в составе участка «Чеховская» — «Савёловская», после ввода в эксплуатацию которого в Московском метрополитене стало 138 станций. В проекте станцию предлагалось назвать «Новослободской», так же, как и действующую станцию на Кольцевой линии. При открытии получила название по расположенному поблизости Московскому химико-технологическому институту имени Д. И. Менделеева (с 1992 года — Российский химико-технологический университет).

## Оформление
В отделке станционного зала использован белый мрамор «коелга», пол выложен серым и чёрным гранитом. Путевые стены отделаны вставками со стилизованными изображениями деформационной электронной плотности различных бинарных молекул, что на момент постройки станции было передовым краем квантовой химии. Идея вставок предложена сотрудниками Менделеевки, принимавшими активное участие в разработке дизайна оформления станции. Станцию украшают оригинальные светильники, конструкция которых напоминает строение кристаллической решётки. Из центра зала лестничные переходы ведут на станцию «Новослободская» Кольцевой линии. Своды залов станции опираются на колонны через фасонные клинчатые перемычки.

## Вестибюли и пересадки
На станции имеется один северный вестибюль. Выходы через подземные переходы к Новослободской улице. В центральной части станции — переход на станцию «Новослободская» Кольцевой линии.
В подуличном переходе станции 17 февраля 2007 года установлен памятник бездомным собакам «Сочувствие» — бронзовая фигура пса-дворняги на невысоком постаменте, созданная по инициативе группы народных артистов России и выполненная Александром Цигалем, появилась после нашумевшего случая, когда бездомный пёс по кличке «Мальчик», долгое время живший при этой станции, был убит в 2001 году в результате конфликта с местной жительницей, выгуливавшей породистого пса.

## Пассажиропоток
Пассажиропоток по станции за сутки (2017 год) — 24 300 человек. Пассажиропоток по вестибюлям за сутки (2002 год): по входу — 31 200 человек; по выходу — 41 400 человек;

## Станция в цифрах
- Радиус боковых залов — 4,25 метра, центрального зала — 4,75 метра;
- Расстояние между осями тоннелей — 16,28 метра.
- Таблица времени прохождения первого поезда через станцию[4]:

| По чётным числам                    | Будние дни | Выходные дни |
| По нечётным числам                  | Будние дни | Выходные дни |
| В сторону станции «Савёловская»     | 05:58      | 05:58        |
| В сторону станции «Савёловская»     | 05:58      | 05:58        |
| В сторону станции «Цветной бульвар» | 05:40      | 05:44        |
| В сторону станции «Цветной бульвар» | 05:40      | 05:43        |

## Наземный общественный транспорт
На этой станции можно пересесть на следующие маршруты городского пассажирского транспорта:
- Автобусы: м40, 447, с511, с543, н10
- Трамваи: 50

## Галерея
| - Центральный зал - Светильник в форме кристаллической решётки - Освещение центрального зала - Освещение бокового зала - Вид в проём между пилонами - Посадочная платформа - Глухой южный торец - Название станции на путевой стене - Эскалаторный наклон - Памятник «Сочувствие» - Поезд на станции - Памятная табличка - Переход на станцию «Новослободская» |